# Денізлі-Чардак (аеропорт)
Аеропорт Денізлі-Чардак (тур. Denizli Çardak Havalimanı, (IATA: DNZ, ICAO: LTAY)) — аеропорт у Чардаку, Денізлі, Туреччина, обслуговує місто Денізлі. 

## Авіалінії та напрямки, серпень 2023
| Авіакомпанія     | Пункт призначення                   |
| ---------------- | ----------------------------------- |
| AnadoluJet       | Стамбул–Сабіха Гьокчен              |
| Iran Air         | Сезонні: Тегеран–Імам Хомейні       |
| Iran Airtour     | Тегеран–Імам Хомейні Сезонно: Шираз |
| Qeshm Air        | Тегеран–Імам Хомейні                |
| Pegasus Airlines | Стамбул–Сабіха Гьокчен              |
| Turkish Airlines | Стамбул Сезонний: Медіна            |

## Статистика
Див. джерело запитів Вікіданих та джерела.